# Škoda Scala
Škoda Scala — среднеразмерный хетчбэк, выпускаемый чешским производителем Škoda Auto с 2019 года.

## История
Ранее автомобиль планировалось назвать Felicia, Garde, Spaceback или Popular, однако 15 октября 2018 года автомобиль начал производиться под названием Škoda Scala. Премьера состоялась 6 декабря 2018 года в Тель-Авиве. Концепт-кар автомобиля был представлен в Париже под названием Škoda Vision RS. Индексы моделей — S, SE, SE L и Monte Carlo.

## Галерея
- Вид сзади
- Место водителя
- Škoda Scala S
- Škoda Scala SE
- Škoda Scala SE

## Технические характеристики
| Бензиновые двигатели внутреннего сгорания   | Бензиновые двигатели внутреннего сгорания | Бензиновые двигатели внутреннего сгорания | Бензиновые двигатели внутреннего сгорания | Бензиновые двигатели внутреннего сгорания |
| Модель                                      | Объём                                     | Мощность                                  | Крутящий момент                           | Трансмиссия                               |
| ------------------------------------------- | ----------------------------------------- | ----------------------------------------- | ----------------------------------------- | ----------------------------------------- |
| 1.0 TSI 95                                  | 999 cм3 (I3)                              | 95 л. с.                                  | 175 Н*м                                   | 5-скор. МКПП                              |
| 1.0 TSI 115                                 | 999 cм3 (I3)                              | 115 л. с.                                 | 200 Н*м                                   | 6-скор. МКПП 7-скор. DSG                  |
| 1.5 TSI 150 Evo                             | 1498 cм3 (I4)                             | 150 л. с.                                 | 250 Н*м                                   | 6-скор. МКПП 7-скор. DSG                  |
| Дизельные двигатели внутреннего сгорания    |                                           |                                           |                                           |                                           |
| 1.6 TDI 115                                 | 1598 cм3 (I4)                             | 115 л. с.                                 | 250 Н*м                                   | 6-скор. МКПП 7-скор. DSG                  |
| Газомоторные двигатели внутреннего сгорания |                                           |                                           |                                           |                                           |
| 1.0 G-Tec                                   | 999 cм3 (I3)                              | 90 л. с.                                  | 145 Н*м                                   | 6-скор. МКПП                              |

## Продажи
| Год  | Европа |
| ---- | ------ |
| 2019 | 36218  |
| 2020 | 53156  |
| 2021 | 43924  |